# Reinhard von Westrem zum Gutacker
Reinhard Emil Heinrich Richard von Westrem zum Gutacker (* 29. April 1879 in Hülchrath; † 17. August 1956 in Wiesbaden) war ein preußischer Generalleutnant und Polizeipräsident in Frankfurt am Main.

## Leben

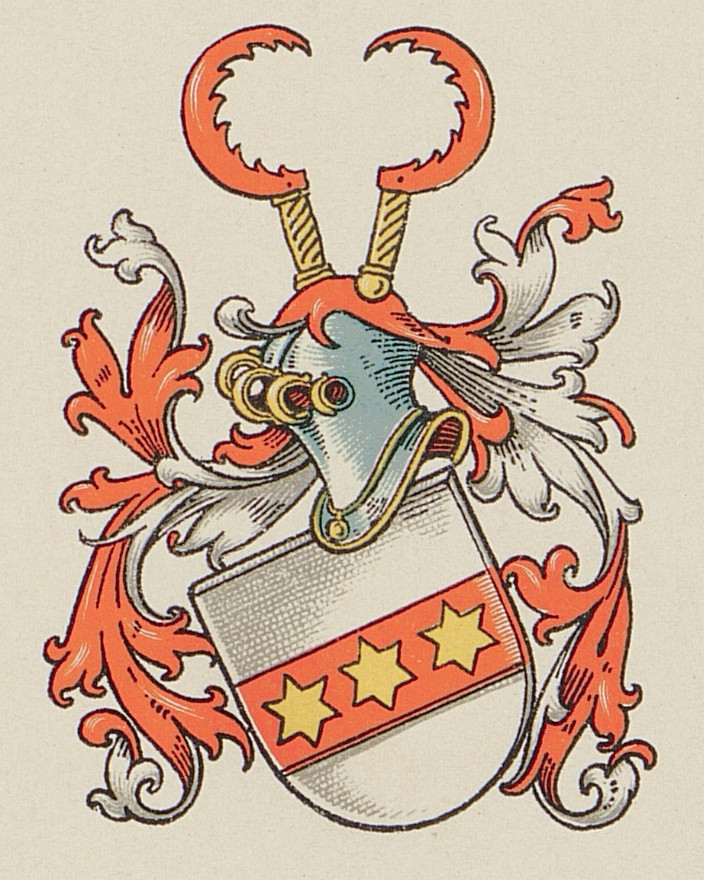
Wappen derer von Westrem

Er entstammte einem westfälischen stiftsmäßigen Geschlecht, das 1337 im Münster’schen urkundete, bzw. schon 1227 mit Bronstenus de Westrem (van Westerem), Ritter und Richter der kurkölnischen Ministerialen zu Recklinghausen.
Reinhard von Westrem  zum Gutacker wurde als Sohn des Königlich Sächsischen Hauptmanns Ulrich Reinhard von Westrem zum Gutacker und dessen Ehefrau Emilie Wolters geboren.
Wie sein Vater entschied er sich für eine militärische Laufbahn und trat 1895 in die Preußische Armee ein. 1896 kam er zum  2. Rheinischen Husaren-Regiment Nr. 9 in Straßburg, wo er am 17. Dezember 1896 zum Portepeefähnrich und nach dem Besuch der Kriegsschule zum Seconde-Leutnantund befördert wurde. 1899 wurde er zum Thüringischen Husaren-Regiment Nr. 12 versetzt und dort im Oktober 1903 zum Adjutanten ernannt.
Im Herbst 1908 wurde er für 2 Jahre zum Militärreitinstitut in Hannover kommandiert, am 22. April 1912 als Adjutant zur 8. Kavallerie-Brigade nach Halle an der Saale versetzt und dort im Juli zum Rittmeister befördert. Während des Ersten Weltkrieges fand er verschiedene Verwendungen (Höheres Kavallerie-Kommando 5, Landwehr-Infanterie-Regiment Nr. 28,  Adjutant beim Militärgouverneur Rumänien und  Adjutant beim Generalkommando I. Reservekorps). Nach dem Krieg wurde  er als Major in die vorläufige Reichswehr  übernommen, am 1. Oktober 1919 zum Adjutanten beim Stab der 1. Kavallerie-Division in Frankfurt an der Oder ernannt und nach der Bildung des 100.000-Mann-Heeres der Reichswehr weiter bei dem Stab als Adjutant verwendet. Nach Verwendung in verschiedenen Regimentern war er zuletzt Kommandeur des 4. Preußischen Reiter-Regiments in Potsdam. Seine Laufbahn in der Reichswehr beendete er als Kommandant des Truppenübungsplatzes Altengrabow und schied zum 30. September 1930 aus dem Dienst. Dabei wurden ihm die Charakter als Generalmajor verliehen. Am 1. Oktober 1931 wurde er Mitglied der NSDAP und fand als SA-Standartenführer Verwendung. Am 13. Februar 1933 wurde er von SA-Stabschef Ernst Röhm als Nachfolger von Ludwig Steinberg mit der Leitung der Polizeibehörde Frankfurt beauftragt. Weil er Klage führte gegen das rüde Vorgehen von SA- und SS-Männern, die als Hilfspolizisten Andersdenkende und vor allem Juden terrorisierten,  geriet er mit der SA-Führung in Konflikt. So musste er im September seinen Posten räumen. Sein Nachfolger wurde der SA-Gruppenführer Adolf Beckerle. Er verlor seine SA-Dienstgrade und wurde im Januar 1934 in den endgültigen Ruhestand versetzt. Im Zweiten Weltkrieg war er  Kommandant in verschiedenen Kriegsgefangenenlagern. Zum 1. April 1942 wurde er zum Generalleutnant befördert.

### Familie
Am 7. Oktober 1903 heiratete er in Charlottenburg Margarethe Charlotte Catherina Hasse (1885–1966), Tochter des Maximilian Hasse, Ingenieur und Fabrikbesitzer. Die Ehe wurde am 3. November 1915 geschieden.
Am 18. März 1919 heiratete er in Görlitz die etwas mehr als zehn Jahre jüngere Anne-Marie Fleischauer (1889–1969), Tochter des Rechtsanwaltes und Notar Justizrat Dr. jur. Max René Gustav Fleischauer. Aus der Ehe ist der Sohn Raban Reinhard Friedrich von Westrem zum Gutacker (* 1928) hervorgegangen.

### Auszeichnungen
- 1. September 1914 Ritter des Königlich Preußischen St. Johanniter-Ordens

### Schriften
- 1901 Geschichte des thüringischen Husaren-Regiments Nr. 12, Berlin, Eisenschmidt-Verlag 1901